# Florian Sigl
Florian Sigl (* Ende des 20. Jahrhunderts in München) ist ein deutscher Regisseur, Autor und Produzent.

## Leben
Florian Sigl ist in München geboren und aufgewachsen. Seine Mutter ist gebürtige Vietnamesin, sein Vater Deutscher.
Nach einer  Karriere als Werbefilmproduzent und Regisseur, der Gründung von Werbefilmproduktionsfirmen und Postproduktionshäuser, sowie als Vorstand des Werbefilmproduzentenverbandes, gab er 2022 sein Spielfilmdebüt mit The Magic Flute – Das Vermächtnis der Zauberflöte, basierend auf Mozarts Die Zauberflöte, die von Roland Emmerichs Centropolis Entertainment, Christopher Zwicklers Flute Film und Tobis produziert wurde.
Seit 2010 ist Sigl Dozent für Werbefilm an der  Filmakademie Baden-Württemberg. Er ist im Aufsichtsrat der Treuhandgesellschaft Werbefilm sowie berufenes Mitglied der Deutschen Werbefilmakademie und der US-amerikanischen Regiegewerkschaft Directors Guild of America.
Sigl ist verheiratet und lebt mit seiner Familie in München. Er entwickelt Filme und Serien für nationale und internationale Partner.